# Yma Súmac
Yma Súmac, właśc. Zoila Augusta Emperatriz Chávarri del Castillo (ur. 13 września 1922 w Ichocán, zm. 1 listopada 2008 w Los Angeles) – peruwiańska śpiewaczka i aktorka, nazywana „Słowikiem Andów”, międzynarodowa gwiazda muzyki egzotycznej. Obdarzona była cztero- lub pięciooktawową skalą głosu, który osiągał tony rejestru gwizdkowego.

## Życiorys
Zoila Augusta Emperatriz Chávarri del Castillo urodziła się w wysokogórskim mieście Ichocán w peruwiańskich Andach (region Cajamarca). Jej rodzicami byli Sixto Chávarri i Emilia Castillo.
Zadebiutowała w 1942 w radio. Rok później, w Argentynie, nagrała 18 peruwiańskich piosenek folkowych dla niemieckiej wytwórni płytowej Odeon. W nagraniach towarzyszyły jej zespoły Moisés Vivanco's Group oraz Compañía Peruana de Arte.
6 czerwca 1942 poślubiła kompozytora Moisésa Vivanco, z którym w 1946 wyemigrowała do Stanów Zjednoczonych i zamieszkała w Nowym Jorku. Razem z mężem i kuzynką, Cholitą Rivero, założyła zespół muzyczny Taky Trio. Súmac była sopranistką, Vivanco grał na gitarze, a Rivero, będąca kontraltem, zajmowała się śpiewem i tańcem. W 1949 Sumac urodziła syna, Charlesa.
W 1950 podpisała kontrakt z wytwórnią Capitol Records i przyjęła pseudonim sceniczny Yma Súmac. Jej pierwszy album Voice of the Xtabay odniósł komercyjny sukces (w ciągu roku sprzedano ponad milion egzemplarzy). Súmac występowała w Hollywood Bowl oraz Carnegie Hall. W 1952 wyruszyła w trasę koncertową po Europie i Afryce. Wystąpiła między innymi w londyńskiej Royal Festival Hall przed królową Elżbietą II. Kolejna trasa koncertowa objęła kraje Bliskiego Wschodu, Filipiny i Australię.
W repertuarze Ymy Súmac znajdowały się tradycyjne południowoamerykańskie piosenki w amerykańskich aranżacjach, często wzbogacane wokalizami obejmującymi pełną skalę głosu artystki. W 1951 wystąpiła w broadwayowskim musicalu Flahooley. W 1955 otrzymała obywatelstwo amerykańskie. Do końca lat 50. XX w. występowała w Carnegie Hall, Roxy Theatre oraz w klubach i kasynach w Las Vegas, odbywała również trasy koncertowe w Ameryce Południowej i w Europie. Wydała dwie kolejne płyty, Mambo! (1954) i Fuego del Ande (1959). Sporadycznie grywała w filmach, między innymi w Secret of the Incas (1954), z Charltonem Hestonem, oraz w Omar Khayyam (1957).
W 1957 rozwiodła się z Moisésem Vivanco, jednak po kilku miesiącach ponownie zostali małżeństwem. Ostatecznie rozstali się w 1965.
W 1971 nagrała ostatni album studyjny, Miracles, ale nadal pojawiała się w programach telewizyjnych, koncertowała w Stanach Zjednoczonych i Europie. Zaprzestała działalności artystycznej w 1997.
W 2006 odbyła ostatnią podróż do Peru, gdzie została odznaczona Orderem Słońca Peru przez prezydenta Alejandra Toledo. Ponadto Ministerstwo Edukacji przyznało jej Order Palm Akademickich (Orden de las Palmas Magisteriales), zaś Uniwersytet Świętego Marka w Limie medal imienia Jorgego Basadrego.
Zmarła na raka jelita grubego. Została pochowana na cmentarzu Hollywood Forever.